# Intercités

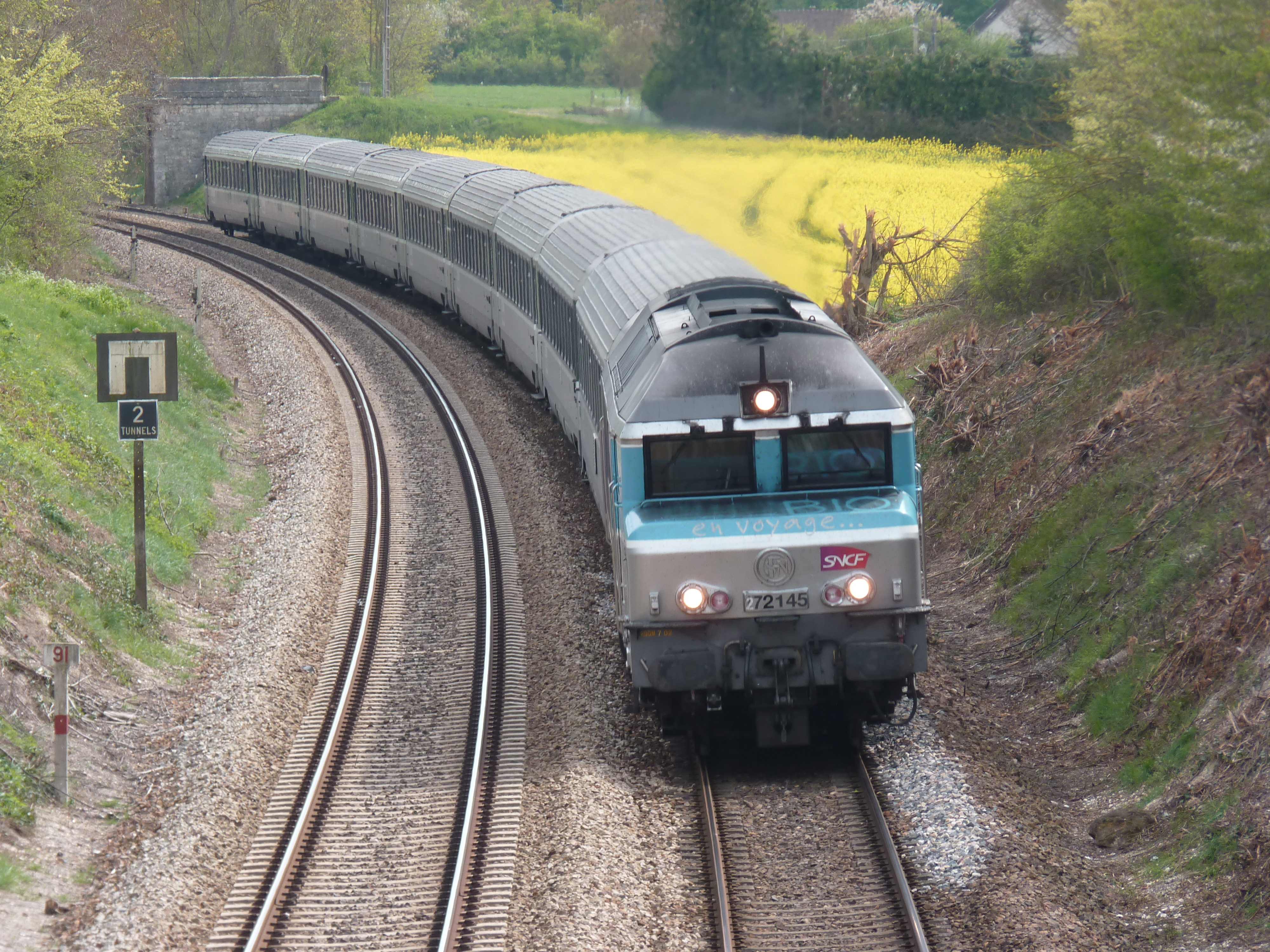
Tren Intercités camino de la estación de París-Est.

Intercités es la marca de los trenes convencionales de larga distancia de la compañía SNCF Viajeros en Francia. Surge de la unificación de diversos servicios de larga distancia, que fueron todos renombrados como Intercités a excepción de los de alta velocidad, que mantienen la denominación TGV.
Son trenes que recorren largas distancias y solo se detienen en las ciudades principales, existiendo versiones diurnas y nocturnas. Circulan a una velocidad máxima de 200 km/h.

## Historia

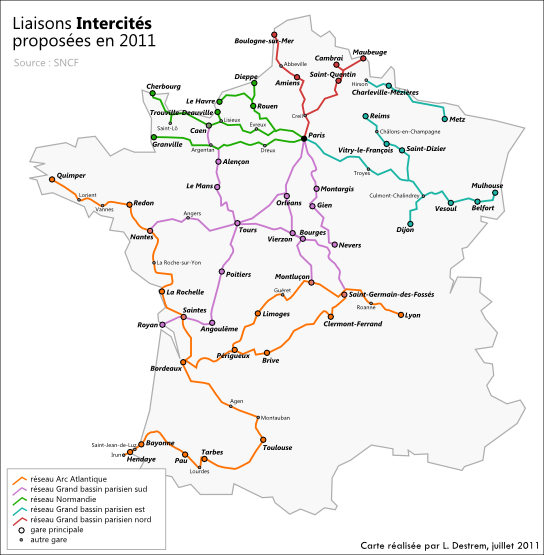
Red de Intercités antes de la unificación.

La marca Intercités fue creada en enero de 2006. En aquel momento, los trenes convencionales eran denominados comercialmente Corail, añadiendo sobrenombres para los distintos tipos de trenes. Esta denominación se debía al nombre de los coches de pasajeros utilizados en estos trenes, de la serie Corail. Los Corail Intercités fueron creados como un nuevo tipo de tren que, con material Corail, sirviera a las rutas con menos demanda de tráfico, deteniéndose en una gran cantidad de paradas.
Posteriormente SNCF realizó un cambio de denominaciones eliminando la palabra Corail de aquellos trenes con características especiales. Así, los Corail Intercités pasaron a ser conocidos como Intercités, del mismo modo que sucedió con las denominaciones Corail Téoz y Corail Lunéa.
El 2 de enero de 2012 SNCF llevó a cabo una reorganización completa de la denominación de todos trenes de larga distancia a excepción de los TGV. Las cinco denominaciones existentes hasta entonces, Corail, Lunéa, Téoz, Téoz Éco y la propia Intercités fueron integradas bajo una única marca, siendo Intercités la denominación común elegida, similar a la marca Intercity utilizada para este tipo de trenes a lo largo de toda Europa. La única distinción existente entre los nuevos Intercités es la de Intercités de Jour, trenes diurnos, e Intercités de Nuit, trenes nocturnos que incorporan coches cama.

## Composición
Los Intercités se componen de coches de pasajeros Corail arrastrados por una locomotora. La composición de cada tren es variable, según de qué denominación anterior provenga el tren. Disponen de asientos de primera y segunda clase.
Las líneas provenientes de la denominación Téoz utilizan ramas indeformables formadas por siete coches que no incorporan cafetería. Las ramas nocturnas, Intercités de Nuit, utilizan coches cama con compartimentos de literas, seis por compartimento en segunda clase y cuatro en primera, y no incluyen cafetería.

## Líneas
La red Intercités cubre la práctica totalidad de Francia, llegando a más de 300 estaciones. Dispone de una cuarentena de líneas, con 325 trenes diarios que transportan a más de 100 000 viajeros cada día.